# Apletodon pellegrini
Apletodon pellegrini is een  straalvinnige vissensoort uit de familie van schildvissen (Gobiesocidae). De wetenschappelijke naam van de soort is voor het eerst geldig gepubliceerd in 1925 door Paul Chabanaud.